# Pastelito cubano

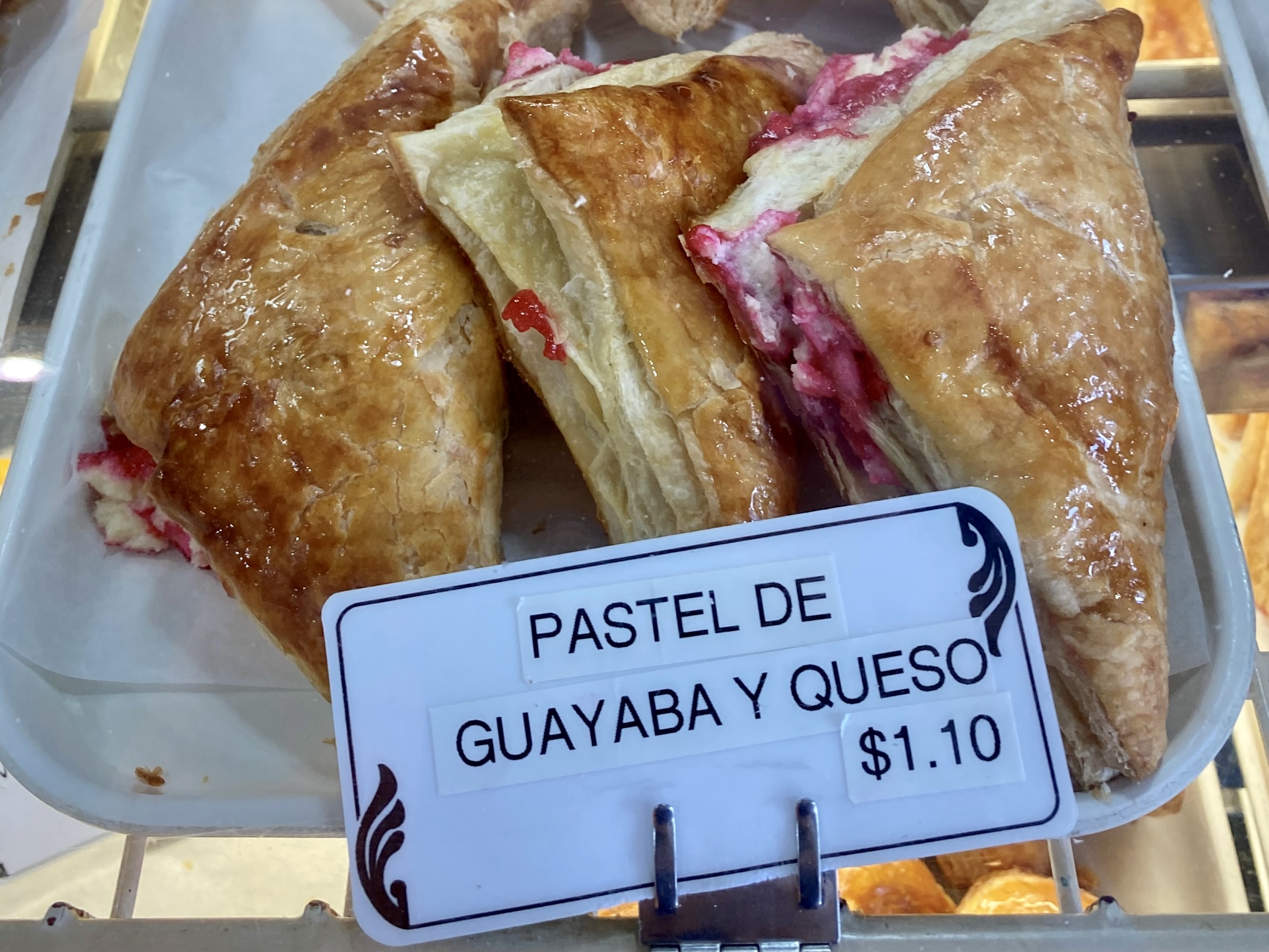

El pastelito cubano es un postre típico de la repostería cubana, elaborado con masa de hojaldre rellena de pasta de guayaba y, en muchas versiones, queso crema. Es especialmente popular en Cuba, en otros países del Caribe hispanohablante y en comunidades latinas de los Estados Unidos, particularmente en Florida. Su sabor dulce y textura crujiente lo han convertido en un alimento asociado tanto al disfrute cotidiano como a la tradición familiar.

## Origen e historia
Los pastelitos tienen su origen en la tradición culinaria cubana como una forma de aprovechar las frutas tropicales disponibles localmente, como la guayaba. Si bien inicialmente se preparaban en contextos domésticos o comunitarios, con el tiempo su popularidad se extendió a panaderías y reposterías, tanto en Cuba como en otros países.
Según algunas versiones no documentadas, los pastelitos fueron elaborados por primera vez por panaderos en mansiones cubanas durante la época colonial, con el propósito de servir a la aristocracia. Con el tiempo, la receta se popularizó entre las clases media y baja, convirtiéndose en un postre accesible y ampliamente consumido.

## Influencias culturales
La repostería cubana es el resultado de una fusión de influencias indígenas, españolas y africanas:
- Indígena: La cocina taína contribuyó con ingredientes como la yuca y otras raíces, así como técnicas de preparación sencillas que enfatizaban el uso de productos locales.
- Española: Durante la colonización, los españoles introdujeron productos como el queso, el azúcar refinado y diversas especias, elementos que se incorporaron en la repostería criolla.
- Africana: Las comunidades africanas esclavizadas aportaron técnicas culinarias y el uso intensivo de frutas tropicales, que  enriquecieron el repertorio de postres cubanos.

La guayaba, el coco, el mango, la caña de azúcar y la leche condensada son algunos de los ingredientes comunes compartidos entre las gastronomías del Caribe, incluidos países como Puerto Rico y República Dominicana.

## Expansión en Estados Unidos
La diáspora cubana, especialmente a partir de 1959 con el inicio del gobierno de Fidel Castro, llevó a muchos ciudadanos cubanos a establecerse en Estados Unidos. Miami, en particular, se convirtió en un centro importante para la comunidad cubana, y barrios como La Pequeña Habana (Little Havana) se consolidaron como espacios culturales donde se conservaron y promovieron tradiciones gastronómicas.
En este contexto, los pastelitos cubanos adquirieron nuevas formas y variantes, incluyendo versiones con diferentes tipos de queso. Estos postres pueden encontrarse en panaderías, cafés y eventos culturales como los "Viernes Culturales" en la Calle Ocho, donde se celebran la música, la comida y las tradiciones cubanas.

## Preparación
La receta básica del pastelito de guayaba y queso incluye los siguientes ingredientes:
- Masa de hojaldre
- Pasta de guayaba
- Queso crema (opcional)
- Mantequilla
- Azúcar

Modo de preparación:
1. Cortar dos láminas de masa de hojaldre en partes iguales.
2. Colocar una porción de pasta de guayaba y una porción de queso crema sobre una mitad.
3. Cubrir con la otra mitad de la masa, haciendo cortes decorativos si se desea.
4. Espolvorear azúcar al gusto.
5. Hornear a 200 °C (aproximadamente 400 °F) hasta que estén dorados y crujientes.

También existen variantes con rellenos como coco o dulce de leche, ingredientes populares en la región del Caribe.

## Significado cultural
Más allá de su valor gastronómico, los pastelitos tienen una dimensión simbólica en la cultura cubana. Son considerados una expresión de la vida familiar, de la hospitalidad y del sentido de comunidad. Su preparación y consumo están asociados a la convivencia cotidiana y a la transmisión intergeneracional de recetas y memorias.
En el contexto migratorio, los pastelitos también funcionan como vínculo afectivo con la tierra de origen. Para muchos cubanos en el exilio, el aroma y sabor de estos postres evocan recuerdos familiares y culturales, convirtiéndolos en un símbolo de identidad.